# Jean-Yves Sarazin
Pour les articles homonymes, voir Sarazin.
Jean-Yves Sarazin, né le 8 janvier 1967 à Châlons-sur-Marne et mort le 4 septembre 2016 à Paris 12e, est un conservateur et historien français.

## Biographie
Ancien élève de l’École nationale des chartes et de l'École nationale supérieure des sciences de l'information et des bibliothèques, Jean-Yves Sarazin est diplômé d'études approfondies en histoire (1992), archiviste paléographe (1995) et conservateur général des bibliothèques (1996). Il a passé neuf années au département des cartes et plans de la Bibliothèque nationale de France où il dirigeait le Répertoire des cartographes français et était chargé des programmes de conservation et de restauration des documents cartographiques. Il a ensuite été chef du service restauration site Richelieu de 2005 à 2009.
À compter de 2010, il est directeur du département des cartes et plans de la Bibliothèque nationale de France. Il est membre-conseiller du conseil d'administration de la Société de géographie, membre de la Commission nationale de toponymie et membre de la section Sciences géographiques et environnement du Comité des travaux historiques et scientifiques.
Entre 1998 et 2003, il a été associé à la parution du livre de Jean Boutier, Les plans de Paris des origines (1493) à la fin du XVIIIe siècle, études, carto-bibliographie et catalogue collectif (catalogue complet des plans de Paris localisés dans plus de 160 établissements à travers le monde). Il a été commissaire des expositions Paris Rêves de capitale en 2003 et Le Paris des Lumières en 2005 dont il a dirigé les catalogues.
Par ailleurs, il a consacré tous ses travaux universitaires à l’histoire du notariat (prix Favard de Langlade de l’Institut international d’histoire du notariat en 1994) et est l'auteur de la Bibliographie d'histoire du notariat français. Sa thèse de l'École nationale des chartes (1995) portait sur Clercs jurés, tabellions et notaires royaux à Châlons-en-Champagne au XVIe siècle.
Il a assuré plusieurs commissariats d'exposition : l'une rétrospective sur les cartes portulans, L'âge d'or des cartes marines, quand l'Europe découvrait le monde, Paris, BnF, site François-Mitterrand, 23 octobre 2012 - 27 janvier 2013 ; l'autre sur le territoire de l'Algérie avec Zahia Rahmani, Made in Algeria, généalogie d'un territoire, Marseille, Mucem, 19 janvier au 9 mai 2016. Enfin, il prépare avec Catherine Hofmann et François Nawrocki, une exposition, intitulée Le monde en sphères, pour le Louvre Abou Dhabi, automne 2016.
Il meurt des suites d'une longue maladie le 4 septembre 2016.

### Vie privée
Il a été l'époux d'Ariane James-Sarazin.

## Ouvrages
- Rêves de capitale : Paris et ses plans d’embellissement, préface de Jean-Noël Jeanneney, Paris, BnF, 2003, 32 p. (« Cahiers d’une exposition », n° 42)
- Bibliographie de l’histoire du notariat français (1200-1815), Paris, Lettrage-Distribution, 2004, 650 p.  (ISBN 2-915714-00-2).
- Le Paris des Lumières d’après le plan de Turgot (1734-1739), avec Alfred Fierro, Paris, Réunion des musées nationaux, 2005, 144 p.  (ISBN 2711849856)
- Villes de France cartes, plans et vues, Paris, Assouline, 2007, 205 p.  (ISBN 2759401405)
- Nouveaux mondes, Paris, Bibliothèque de l'image, 2012, 86 p. et version anglaise
- Cartes et images des nouveaux mondes, Paris, coll. « Découvertes Gallimard Hors série », 2012, 48 p.
- Made in Algeria, généalogie d'un territoire, Paris, Mucem/Hazan, 2016, 215 p. Co directeur avec Zahia Rahmani.
- Grandes découvertes cartes marines, collection L'Œil du curieux, Paris, BnF, 2016, 45 p.